# (2731) Cucula
(2731) Cucula – planetoida z grupy pasa głównego asteroid okrążająca Słońce w ciągu 5 lat i 250 dni w średniej odległości 3,18 j.a. Została odkryta 21 maja 1982 roku w Zimmerwald Observatory w Szwajcarii przez Paula Wilda. Nazwa planetoidy pochodzi od kukułki, ptaka z rodziny kukułkowatych. Przed nadaniem nazwy planetoida nosiła oznaczenie tymczasowe (2731) 1982 KJ.